# Bandera de la unificació coreana
La Bandera de la unificació coreana (en hangul: 통일 o 한반도; en hanja, 統一旗 o 韓半島旗) és una bandera que s'empra per representar Corea del Nord i Corea del Sud quan participen juntes en esdeveniments esportius.
La bandera va ser utilitzada per primera vegada en 1991, quan els dos països van competir com un sol equip en el 41è Campionat Mundial de Tennis de Taula en Chiba, el Japó i el 6è Campionat de Futbol Mundial de la Joventut a Lisboa, Portugal.
Els dos equips van marxar junts sota aquesta bandera en les cerimònies d'inauguració dels Jocs Olímpics de Sydney 2000, Jocs Olímpics d'Atenes 2004, Jocs Asiàtics de 2006, però, tanmateix, els dos països competien separadament. La bandera no es va usar en els Jocs Olímpics de Pequín 2008.
La bandera és blanca. En el centre hi ha una silueta blava de la península coreana, inclosa l'illa de Jeju-do al sud-oest. Recentment, tanmateix, les dues nacions han acordat utilitzar la bandera, que inclou les disputes Roques De Liancourt. La bandera no té condició d'oficial a cap dels dos països.